# Setodes vratachakora
Setodes vratachakora là một loài Trichoptera trong họ Leptoceridae. Chúng phân bố ở miền Ấn Độ - Mã Lai.